# HNK Stolac
HNK Stolac je hrvatski nogometni klub iz Stoca, BiH.

## Povijest
Klub je osnovan 1923. godine. 
Juniorska i kadetska momčad HNK Stolac igra u Omladinskoj ligi BiH – Jug.
Nakon dugogodišnjeg nastupanja u Drugoj ligi FBiH – Jug u sezoni 2015./16. ispadaju u 1. županijsku ligu HNŽ. Već sljedeće sezone osvajaju županijsku ligu i ostvaruju povratak u drugoligaško natjecanje.

## Pregled plasmana po sezonama
| Sezona    | Rang | Liga                   | Plasman | Izvori |
| --------- | ---- | ---------------------- | ------- | ------ |
| 2016./17. | IV.  | 1. županijska liga HNŽ | 1. ↑    | [ 1 ]  |
| 2017./18. | III. | Druga liga FBiH – Jug  | 11.     | [ 2 ]  |
| 2018./19. | III. | Druga liga FBiH – Jug  | 11.     | [ 3 ]  |
| 2019./20. | III. | Druga liga FBiH – Jug  | 12.     | [ 4 ]  |
| 2020./21. | III. | Druga liga FBiH – Jug  | 11.     | [ 5 ]  |
| 2021./22. | III. | Druga liga FBiH – Jug  | 13.     | [ 6 ]  |
| 2022./23. | III. | Druga liga FBiH – Jug  | 6.      | [ 7 ]  |
| 2023./24. | III. | Druga liga FBiH – Jug  | 13.     | [ 8 ]  |
| 2024./25. | III. | Druga liga FBiH – Jug  | –       |        |

## Nastupi u Kupu BiH
2001./02.
- šesnaestina finala: HNK Stolac – HNK Grude 2:3, 1:2

## Vanjske poveznice
- Sportsport.ba